# Готская война (367—369)
Готская война (367—369) — походы императора восточной части Римской империи Валента за Дунай на готов в 367 и 369 годах.
Император совершил два глубоких похода в варварские земли за нижним Дунаем с целью покарать готские племена за их поддержку узурпатора трона военачальника Прокопия. В результате готы запросили мир и отказались от набегов на территорию империи. Война предшествовала началу Великого переселения народов и стала последней победоносной кампанией Римской империи над готскими племенами перед их переселением через 10 лет на территорию империи, затем восстанием и новыми разрушительными римско-готскими войнами.

## Предыстория

### Готы и Римская империя
Согласно Иордану во времена царя Филимера готы от берегов Вислы достигли северного побережья Чёрного моря, расселившись между Днепром и Азовским морем. Это единственное, что известно о приходе готов в Северное Причерноморье из письменных источников. По ареалу памятников черняховской культуры область расселения готских племён к IV веку простиралась от Северского Донца на востоке до Карпат и нижнего Дуная на западе.
Готы вступили в столкновения с Римской империей на нижнем Дунае при императоре Каракалле в 210-е годы. Во фрагменте писателя VI века Петра Магистра содержится рассказ о том, что в 230 году готы уже получали ежегодную дань от римлян.
Согласно историку Дексиппу при императоре Бальбине в 238 году началась Скифская война, когда карпы напали на римскую провинцию Мёзия, прилегающую к южному берегу Дуная в его нижнем течении. Римские историки называли эту войну Готской по имени наиболее сильного племени в варварской коалиции. Скифская или Готская война длилась примерно 30 лет, отмечена крупными морскими экспедициями готов по Чёрному и Средиземному морям и закончилась в 271 году разгромом готов в их землях императором Аврелианом. Аврелиан по пути в Малую Азию совершил успешный поход на готов за Дунай, где «уничтожил вождя готов Каннаба, или Каннабауда [Cannabaudes], с пятью тысячами человек».
После этого готы совершали лишь эпизодические набеги, пока император Константин Великий не разбил их в 332 году, после чего принял в число союзников-федератов. Готы поставили в римские войска 40 тыс. человек и обязались не пропускать к дунайской границе другие племена, за что римляне выплачивали им ежегодно денежные суммы. В середине IV века готские отряды отмечены в составе римской армии на войне с персами, однако их соплеменники за Дунаем в смутное время частой смены римских императоров вынашивали планы совершить набег на Фракию.

### Мятеж Прокопия
После смерти римского императора Иовиана в феврале 364 армия избрала в императоры Валентиниана. Тот в свою очередь назначил 28 марта того же года для правления обширной Римской империей в соправители своего брата Валента. Затем Валентиниан выбрал себе западную часть Римской империи со столицей в Медиолане, а брата поставил править восточной частью со столицей в Константинополе.
Аммиан Марцеллин так описал обстановку на границах империи в это время:

«В это время по всему римскому миру, словно по боевому сигналу труб, поднялись самые свирепые народы и стали переходить ближайшие к ним границы. Галлию и Рецию одновременно грабили аламанны, сарматы и квады — обе Паннонии; пикты, саксы, скотты и аттакотты терзали непрерывными бедствиями Британию; австорианы и другие племена мавров сильнее обычного тревожили Африку; Фракию грабили разбойнические шайки готов. Царь персидский пытался наложить свою руку на армян.»

Когда Валент отправился в Сирию для предполагаемой войны с персами, в октябре 364 поднял мятеж военачальник Прокопий, возмутив в Константинополе легионы, направленные во Фракию Валентом для отражения ожидаемого набега готов.
На помощь узурпатору готы выслали отряд в 3 тысячи воинов, однако они не успели принять участия в боевых действиях, так как Валент в мае 365 года подавил мятеж и казнил Прокопия.

### Разоружение готов
О судьбе войска готов, посланных Прокопию, рассказал современник событий, историк Евнапий. Римляне отрезали им отход и приказали сдать оружие. Готы подчинились, затем их расселили по придунайским городам в домах местных жителей под присмотром до выяснения обстоятельств. Дальнейшая судьба задержанных воинов осталась неизвестной.
Неназванный вождь готов потребовал отпустить соплеменников, ссылаясь на то, что воины были посланы законному римскому государю согласно обязательствам перед прежними римскими императорами. Император Валент отправил к готам для переговоров своего полководца, магистра конницы Виктора. По его возвращении император решил устранить возросшую угрозу готского вторжения, атаковав варваров в местах их проживания. По словам Евнапия:

«Под этим предлогом возгорелась скифская война. По важности воюющих народов, по великости приготовлений, казалось, ей надлежало распространиться далеко, представить многоразличные и непредвиденные перевороты; однако быстротой и прозорливостью царя [Валента] она была приведена к твердому и безопасному концу.»

## Хроника боевых действий

### Первый поход на готов. 367 год
В начале весны 367 года император Валент переправил войско на левый берег Дуная по мосту, наведённому на палубах кораблей. Поход был хорошо подготовлен. По Чёрному морю в устье Дуная транспортными кораблями заранее перевезли запасы провизии, распределив её по городам на нижнем Дунае.
Узнав о походе римлян, готы скрылись в горных районах Карпат, не оказывая сопротивления. Лето прошло безрезультатно; только летучим отрядам под началом магистра пехоты Аринфея удалось захватить часть готских семейств, не успевших уйти в горы. После этого Валент вернулся на свою территорию.

### Разлив Дуная. 368 год
Поход в 368 году был сорван широким разливом Дуная. Армия Валента простояла до глубокой осени в базовом лагере, затем вернулась на зимние квартиры в Маркианополь (к западу от совр. болгарской Варны).

### Второй поход на готов. 369 год
В третий год войны Валент переправил армию через Дунай у города Новиодунума (совр. румынский поселок Исакча), лежащего немного выше дельты Дуная. После продолжительного похода римляне столкнулись в сражении с готским племенем тервингов вождя Атанариха. Готы потерпели поражение и бежали в труднодоступные места. Валент приказал платить солдатам за каждую голову варвара, в результате поисковые партии истребили в лесах и болотах множество готов.
Кроме людских потерь за время 3-летней войны готские племена начали испытывать лишения из-за отсутствия торговли. Они несколько раз присылали послов с просьбой о мире, пока наконец Валент не решил закончить боевые действия, поручив переговоры магистрам Виктору и Аринфею. Готы приняли условие римлян никогда не появляться на римской территории, после чего мир заключили лично император Валент и вождь Атанарих на середине Дуная:

«И так как Атанарих заверял, что он связан страшной клятвой и заветом отца своего никогда не ступать на римскую землю и нельзя было его заставить, а императору было непочётно переходить к нему, то решено было, что они встретятся на гребных судах на середине реки. Император с оруженосцами с одной стороны и Атанарих со своими людьми с другой встретились для заключения мира, согласно условиям. Устроив это дело и получив заложников, Валент возвратился в Константинополь».